# Rafer Johnson
Rafer Lewis Johnson (Hilsboro, Texas, 1934. augusztus 18. – Sherman Oaks, Kalifornia, 2020. december 2.) olimpiai bajnok amerikai atléta, tízpróbázó, filmszínész.

## Pályafutása
Tízpróbában versenyzett. Az 1955-ös mexikóvárosi pánamerikai játékokon aranyérmet szerzett. Az 1956-os melbourne-n, ezüst-, az 1960-as római olimpián aranyérmet nyert. Az római játékokon az Egyesült Államok zászlóvivője volt a nyitóünnepségen. Az 1984-es Los Angeles-i olimpián ő gyújtotta meg az olimpiai lángot.
Visszavonulása után sporttudósítással foglalkozott és 1960 és 1989 között színészként szerepelt több mint húsz filmben.
1968. június 6-án Robert F. Kennedyt meggyilkolása után közvetlenül ő, Rosey Grier amerikaifutball-játékos és George Plimpton újságíró próbálta legyűrni Sirhan Sirhant a merénylőt.

## Sikerei, díjai
- Olimpiai játékok – tízpróba
  - aranyérmes: 1960, Róma
  - ezüstérmes: 1956, Melbourne
- Pánamerikai játékok – tízpróba
  - aranyérmes: 1955, Mexikóváros

## Filmjei
Mozifilmek
- Rutledge őrmester (Sergeant Rutledge) (1960)
- Rachel Cade bűnei (The Sins of Rachel Cade) (1961)
- The Fiercest Heart (1961)
- Wild in the Country (1961)
- Pirates of Tortuga (1961)
- Csupán a bátrak (None But the Brave) (1965)
- Tarzan és a jaguár szelleme (Tarzan and the Great River) (1967)
- Tarzan és a dzsungel fia (Tarzan and the Jungle Boy) (1968)
- The Last Grenade (1970)
- The Games (1970)
- The Red, White, and Black (1970)
- A magányos ügynök (Licence to Kill) (1989)
- Think Big (1989)

Tv-filmek
- Police Story (1967)
- Roots: The Next Generations (1979)

Tv-sorozatok
- Lassie (1962, egy epizódban)
- The Alfred Hitchcock Hour (1963, egy epizódban)
- Channing (1964, egy epizódban)
- Daniel Boone (1965, egy epizódban)
- Tarzan (1966, egy epizódban)
- Dragnet 1967 (1968, egy epizódban)
- Mission: Impossible (1971, egy epizódban)
- The Six Million Dollar Man (1975, egy epizódban)
- Quincy M.E. (1981, egy epizódban)

## Vitray Tamás első televíziós interjúalanya volt
Az olimpiai bajnok atléta és a neves televíziós személyiség 1958. augusztus 5-én, egy budapesti atlétikai versenyen találkozott. Vitray Tamás életének első televíziós interjúját készítette Rafer Johnsonnal. Az esemény azonban nemcsak ezért maradt emlékezetes. Vitray Tamás – a 190 centiméter magas Johnsonnal ellentétben – nagyon alacsony ember. Az operatőr elmondta, hogy ezért kettőjüket egyszerre magasságkülönbség miatt nem tudja megmutatni, így a felvételen csak egyikük lesz látható. Így született meg a megoldás: Vitray alá tettek egy zsámolyt, amíg a felvétel tartott, s így már a magasságkülönbség sem jelentett problémát. Két évvel később Johnson tízpróbán aranyérmet nyert a római olimpián. Győzelmét Vitray Tamás közvetítette Magyarországon.